# رابطة المرأة العربية
رابطة المرأة العربية هي منظمة غير حكومية مشهرة بوزارة الشئون الاجتماعية عام 1987 تحت رقم 154 وتم توفيق أوضاعها طبقا للقانون رقم 184 لسنة 2000،

## أهدافها
هدفها ثقافي واجتماعي، تعمل كمظلة لشبكة من الجمعيات الأهلية وتتعاون مع كافة الهيئات الحكومية ومع الهيئات والمؤسسات والمنظمات الأخرى التي تعمل لخدمة المرأة بمصر والبلدان العربية للنهوض بالمرأة من خلال التأثير في السياسات والتشريعات، وتقديم الخدمات والبرامج التي توفر لها الأمن والأمان الأسري والاجتماعي؛ وفقا للمنظومة المتكاملة لحقوق الإنسان.
قامت الرابطة بتكوين شبكة من 350 منظمة غير حكومية منتشرة في جميع أنحاء الجمهورية؛ تشارك تلك المنظمات في المشروعات التي تنفذها الرابطة. كما تعاونت مع عدد من الجهات المانحة، كالصندوق السويسري، الوكالة الأمريكية للتنمية، برنامج الأمم المتحدة الإنمائي، WITO، الأمم المتحدة للمرأة واليونيسيف.
للرابطة صفة استشارية لدى المجلس الاقتصادي والاجتماعي بالأمم المتحدة (ECOSOC) منذ عام 1996. وقد اختيرت الرابطة؛ كمنسق للنشاط الأهلي على المستوى العربي؛ للتحضير والمشاركة في المؤتمر الدولي الرابع للمرأة ببكين عام 1995، وأيضا في اجتماع الجمعية العمومية للأمم المتحدة الذي أنعقد بنيويورك عام2000.